# Liste der Landschaftsschutzgebiete im Landkreis Biberach
Im Landkreis Biberach gibt es 34 Landschaftsschutzgebiete. Nach der Schutzgebietsstatistik der Landesanstalt für Umwelt, Messungen und Naturschutz Baden-Württemberg (LUBW) stehen 28.449,21 Hektar der Landkreisfläche unter Landschaftsschutz, das sind 20,18 Prozent.
| Name                                                                   | Bild      | Kennung               | Einzelheiten | Position | Fläche Hektar | Datum         |
| ---------------------------------------------------------------------- | --------- | --------------------- | --- | -------- | ------------- | ------------- |
| Schloßhalde Warthausen                                                 | BW        | 4.26.003 WDPA: 324202 | Warthausen Steilhang, Schutz der Baumbestände. | ⊙        | 15,6          | 4. Juni 1974  |
| Nadelwald am Heselsberg                                                | BW        | 4.26.006 WDPA: 323112 | Ochsenhausen Kleiner Waldteil. | ⊙        | 0,5           | 24. Nov. 1966 |
| Iller-Rottal                                                           |           | 4.26.007 WDPA: 321878 | Berkheim, Dettingen an der Iller, Erlenmoos, Erolzheim Der weite jungquartäre Talraum der Iller einschließlich der schotterbedeckten Molasserücken im Westen und das Rottal. | ⊙        | 14.432,5      | 29. Mai 1971  |
| Füramooser Ried                                                        | BW        | 4.26.009 WDPA: 320934 | Eberhardzell Oberschwäbisches Moor mit Torfstichen; mittelpleistozäne Torflager. | ⊙        | 39,8          | 23. Nov. 1967 |
| Nickelshalde, Kalkgruben, Gschwendhalde                                | BW        | 4.26.010 WDPA: 323210 | Biberach an der Riß Steilhang zum Rißtal mit natürlicher Bestockung. | ⊙        | 59,4          | 29. März 1969 |
| Katzenhalde, Bestenshalde, Fabrikhalde, Pfannenhalde, Ulmer Steighalde | BW        | 4.26.011 WDPA: 322075 | Biberach an der Riß, Warthausen Steilhang zum Rißtal mit natürlicher Bestockung. | ⊙        | 44,9          | 31. März 1969 |
| Umlachtal                                                              | BW        | 4.26.012 WDPA: 325295 | Eberhardzell, Hochdorf (Riß), Ummendorf Reizvolles Wiesental; Schutz vor Aufforstung und Besiedlung; würmeiszeitliche Schmelzwasserrinne. | ⊙        | 324,7         | 10. Okt. 1970 |
| Altwässer und verlandende Flussschlingen der Donau                     |           | 4.26.013 WDPA: 319575 | Altheim, Ertingen, Riedlingen Donautallandschaft; Vogelschutzgebiet | ⊙        | 357,9         | 25. Sep. 1940 |
| Hang im Gurgel                                                         | BW        | 4.26.015 WDPA: 321359 | Altheim Steilufer einer alten Donauschlinge. | ⊙        | 5,7           | 25. Sep. 1940 |
| Ried an der Donau                                                      | BW        | 4.26.017 WDPA: 323883 | Riedlingen Vogelschutz; Belebung der Landschaft; Uferschutz | ⊙        | 46,0          | 25. Sep. 1940 |
| Weiher im Miesachtal                                                   | BW        | 4.26.019 WDPA: 325714 | Betzenweiler Amphibiengewässer und Großseggenbestände. | ⊙        | 0,9           | 25. Sep. 1940 |
| Quelle mit Naturpark                                                   | BW        | 4.26.020 WDPA: 323721 | Riedlingen Belebung der Landschaft. | ⊙        | 4,1           | 25. Sep. 1940 |
| Bussen                                                                 |           | 4.26.022 WDPA: 320232 | Dürmentingen, Unlingen, Uttenweiler Hoch über seine Umgebung hinausragender Restberg mit einer Kappe aus obermiozänen Süßwasserkalken in einer glazial geformten Umgebung. | ⊙        | 1.411,3       | 1. Dez. 1969  |
| Rain mit Hecken                                                        | BW        | 4.26.023 WDPA: 323733 | Oggelshausen, Seekirch, Tiefenbach Altes Kliff des Federsees. | ⊙        | 10,1          | 25. Sep. 1940 |
| Weiher östlich Reichenbach                                             | BW        | 4.26.024 WDPA: 325717 | Bad Schussenried | ⊙        | 0,4           | 25. Sep. 1940 |
| Steinhauser Ried                                                       | BW        | 4.26.025 WDPA: 324821 | Bad Buchau, Bad Schussenried, Oggelshausen Großflächige Torfstichlandschaft mit Resten des einstigen Federsee-Hochmoores | ⊙        | 320,1         | 25. Sep. 1940 |
| Teich in der Gansgrube                                                 | BW        | 4.26.026 WDPA: 325112 | Uttenweiler Amphibiengewässer mit Verlandungsgürtel und Streuobstbestände | ⊙        | 0,6           | 25. Sep. 1940 |
| Ödung am Schelmengarten                                                | BW        | 4.26.027 WDPA: 323450 | Langenenslingen Sommerschafweide | ⊙        | 3,6           | 25. Sep. 1940 |
| Weiher nördlich Wilfingen                                              | BW        | 4.26.028 WDPA: 325716 | Langenenslingen Amphibiengewässer mit schmalem Verlandungsgürtel | ⊙        | 0,9           | 25. Sep. 1940 |
| Riedlinger Alb                                                         |           | 4.26.029 WDPA: 323885 | Altheim, Langenenslingen, Riedlingen Weißjuraoberfläche mit teilweise mächtiger Molassebedeckung (eiszeitliche Schmelzwasserrinnen) | ⊙        | 6.948,9       | 29. Juni 2007 |
| Ostrand des Donau- und Schwarzachtales zwischen Marbach Riedlingen     | BW        | 4.26.030 WDPA: 323591 | Ertingen, Riedlingen Alter Prallhang der Donau und Hang des Schwarzachtales mit markanter Geländestufe und zahlreichen, landschaftsprägenden Hecken. | ⊙        | 379,5         | 10. Juni 1992 |
| Weiherhalde                                                            | BW        | 4.26.031 WDPA: 325719 | Biberach an der Riß Steilhang zum Rißtal mit natürlicher Bestockung | ⊙        | 7,7           | 27. März 1969 |
| Fohrhäldele, Weingarthalde, Tobel                                      | BW        | 4.26.032 WDPA: 320845 | Biberach an der Riß Steilhang zum Rißtal mit natürlicher Bestockung | ⊙        | 8,4           | 28. März 1969 |
| Reichenbachtal                                                         | BW        | 4.26.034 WDPA: 323782 | Maselheim, Mietingen, Schwendi Kleines reizvolles Wiesental. | ⊙        | 30,9          | 17. Juli 1971 |
| Holzweiher                                                             | BW        | 4.26.035 WDPA: 321746 | Eberhardzell, Rot an der Rot, Steinhausen an der Rottum Wald auf Niedermoor; breiter Verlandungsgürtel. | ⊙        | 66,6          | 1. Feb. 1974  |
| Romersbach                                                             | BW        | 4.26.036 WDPA: 323943 | Eberhardzell, Ummendorf | ⊙        | 121,5         | 22. Mai 1974  |
| Oberes Rißtal                                                          |           | 4.26.037 WDPA: 323387 | Bad Schussenried, Biberach an der Riß, Eberhardzell, Hochdorf Tallandschaft der Riß mit natürlichen Mäandern und steilen Prallhängen; riß- und würmeiszeitliche Landschaftsformen mit zahlreichen Niedermoorflächen. | ⊙        | 4.155,4       | 10. Nov. 1975 |
| Soppenbachtal                                                          | BW        | 4.26.038 WDPA: 324699 | Altheim, Ertingen Relativ naturnahes offenes Wiesentälchen; Nahrungsgebiet für den Weißstorch. | ⊙        | 82,6          | 20. Mai 1992  |
| Schwaigfurter Weiher                                                   |           | 4.26.039 WDPA: 324474 | Bad Schussenried Ökologisch notwendiger Ergänzungsraum und Pufferzone für das gleichnamige NSG. | ⊙        | 84,0          | 15. Jan. 1993 |
| Höllwiesental                                                          | BW        | 4.26.040 WDPA: 321733 | Rot an der Rot Relativ naturnahes Wiesentälchen mit Feucht- und Naßwiesen, mäandrierendem Bachlauf und angrenzendem Auwald; schönes Landschaftsbild, mit artenreicher Flora und Fauna. | ⊙        | 61,2          | 22. Juni 1995 |
| Landauhof                                                              |           | 4.26.041 WDPA: 322400 | Altheim, Ertingen Prallhang des Donautales; topographisch sehr bewegt und landschaftlich reich strukturiert durch den Wechsel von Hecken, Streuobstbeständen, Wald, Wiesen und Weiden; unterschiedliche Biotope, von Quellhorizonten bis zu Halbtrockenrasen; schönes Landschaftsbild und vielfältige Flora und Fauna.                                                                                   | ⊙        | 45,5          | 22. Juni 1995 |
| Osterried                                                              | BW        | 4.26.042 WDPA: 378656 | Laupheim, Mietingen Für das gleichnamige NSG notwendige Ergänzungsräume und Pufferzonen entlang der Dürnach und gegenüber der umgebenden Agrarlandschaft sowie im Osten gelegener Hangbereich als Zeugnis der Landschaftsentwicklung; durch Extensivierung und Pflegemaßnahmen sollen alte Landnutzungsformen, insbesondere Streu- und Riedwiesen sowie Riedwaldgesellschaft wiederbegründet werden.     | ⊙        | 48,0          | 15. Sep. 1996 |
| Bellamonter Rottum mit Krummbachhang                                   |           | 4.26.043 WDPA: 319858 | Ochsenhausen, Steinhausen an der Rottum Dank der Topografie und des überreichen Wasserhaushalts ein noch relativ naturnahes Wiesentälchen mit Feucht- und Nasswiesen, mäandrierendem Bachlauf und daran angrenzenden Auewald, sowie trockenwarme Steilhangbereiche, dieses schöne Landschaftsbild, aber auch die dortige Artenvielfalt von Flora und Fauna soll erhalten oder gar noch verbessert werden | ⊙        | 181,8         | 19. März 1999 |
| Biberbachtal-Holzbachtal                                               | Biberbach | 4.26.044 WDPA: 319918 | Altheim, Langenenslingen Noch relativ naturnahe Wiesentälchen mit Feucht- und Nasswiesen, Schilfröhricht und landschaftsprägenden Bachufergehölzen. | ⊙        | 97,1          | 14. Juli 2000 |
| Legende für Landschaftsschutzgebiet                                    |           |                       | |          |               |               |